# Остров Воллосовича
О́стров Воллосо́вича — остров архипелага Северная Земля. Административно относится к Таймырскому Долгано-Ненецкому району Красноярского края.

## Расположение
Расположен в 700 метрах к востоку от острова Октябрьской Революции в 3,5 километрах к северо-западу от фьорда Матусевича.

## Описание
Имеет вытянутую с юга на север форму длиной 1,7 километра и шириной до 900 метров в средней части. Берега пологие. Существенных возвышенностей на острове нет, наивысшая точка — всего 19 метров, расположена ближе к северной части острова. В районе наивысшей точки находится геодезический пункт. Остров находится в зоне арктических пустынь. Восточная часть острова покрыта незакреплёнными песками.
Остров назван в честь Константина Воллосовича — геолога и исследователя Арктики.